# 藍點鋸魴鮄
藍點鋸魴鮄，為輻鰭魚綱鮋形目牛尾魚亞目角魚科的其中一種，分布於西大西洋區，從美國北卡羅來納州至巴西海域，體長可達20公分，為底棲性魚類，屬肉食性。